# Kenneth Mayhew
Mayor Kenneth George Mayhew (18 de enero de 1917 - 14 de mayo de 2021) fue un veterano del Ejército británico en la Segunda Guerra Mundial. Mayhew fue uno de los recipientes de la Orden Militar de Guillermo, el honor más alto del Reino de los Países Bajos.
Conscripto en 1939, Mayhew sirvió como un oficial del 1.º Batallón del Regimiento Suffolk. Comandó una compañía qué aterrizó en Normandía en 1944 y luchó en la Campaña de Europa del Noroeste. Mayhew fue herido mientras luchaba en los Países Bajos. Él reasumió el comando de su compañía antes de ser herido otra vez y regresara al Reino Unido.
En 1946 Mayhew fue nombrado caballero por la Reina Guillermina de los Países Bajos, recibiendo la Cuarta Clase de Caballero de la Orden Militar de Guillermo. Los miembros de la orden perdieron el contacto con él en los años 80s hasta que fue visto usando su medalla en un acto conmemorativo en 2011. Posteriormente llegó a ser un miembro activo de la orden.

## Primeros años
Mayhew nació en Suffolk el 18 de enero de 1917, siendo hijo de un granjero. Asistió a la Universidad Framlingham, desde 1936 a 1939 jugó críquet para el Club de Críquet del Condado de Suffolk.

## Servicio militar

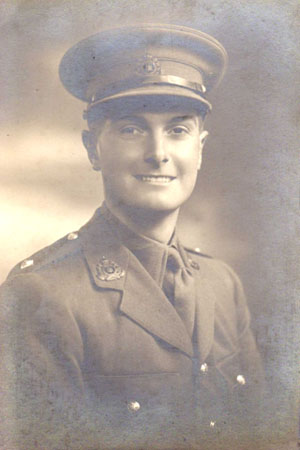
Segundo Teniente Mayhew, 1940-41

En el estallido de la Segunda Guerra Mundial en 1939 Mayhew fue conscripto. En enero de 1940, entró a la Real Academia Militar de Sandhurst y la siguiente conclusión de su formación lo llevó a ser segundo teniente en el 1.º Batallón del Regimiento Suffolk, 8.ª Brigada de Infantería y 3.ª División de Infantería. Originalmente planificado para cruzar a Francia del sur en 1940 antes de la Caída de Francia, el batallón se quedó en el Reino Unido y desde 1942 se empezaron a preparar para una invasión de Francia y simular aterrizajes.
El 6 de junio de 1944, Mayhew comandó una compañía equipada con 13 transportistas de infantería armada que aterrizaron en la Playa Sword en Normandía, el Día-D. Su unidad capturó la Batería Hillman, un complejo de 12 búnkeres defendido por 150 hombres del Regimiento 736 de Infantería, como parte de la liberación de Colleville-sur-Orne. Ellos entonces lucharon durante la batalla de Caen y el 28 de junio fue parte de la Operación Charnwood, luchando una batalla en Château de la Londe, la cual dejó 161 muertos en el lado británico. Su compañía liberó Flers y avanzó hacia Bélgica y los Países Bajos.
El 1.º Batallón estuvo supuesto para encontrarse con las tropas aéreas en Arnhem como parte de la Operación Garden Market, la cual sin embargo, falló. Durante las batallas en los países bajos, la compañía de Mayhew participó en la liberación de Weert (22 de septiembre), Venray y Overloon (16-19 octubre). En Weert, el Capitán Mayhew fue asistido por los luchadores de resistencia local. Para localizar las posiciones alemanas a menudo se tuvieron que exponer al fuego del enemigo, el cual resultó en varios heridos entre la compañía. El 16 de octubre de 1944, durante la Batalla de Overloon, Mayhew fue herido por metrallas mientras creaban puentes para tanques a través de un canal en Venray. Fue enviado a un hospital en Bruselas, pero regresó a su compañía, en contra de las órdenes de sus doctores, en temor que su compañía podría ser dada a alguien más. El 25 de febrero de 1945 fue herido otra vez, mientras avanzaban hacia el Rin, y fue evacuado hacia el Reino Unido.

## Caballería
Después de la Segunda Guerra Mundial el gobierno de los Países Bajos deseó premiar a los soldados extranjeros por sus servicios en la liberación del país. Pidieron que los gobiernos extranjeros enviaran recomendaciones para los honores. En octubre de 1945, el Reino Unido recomendó a Mayhew para el Orden del León de Bronce o Medalla de la Cruz de Bronce. El gobierno holandés aun así decidió que un honor más alto tendría que ser otorgado. El 24 de abril de 1946, por Decreto Real, Mayhew fue nombrado caballero por la Reina Guillermina de los Países Bajos, recibiendo la Cuarta Clase de Caballero de la Orden Militar de Guillermo. La Orden es el honor militar más alto y más antiguo del Reino de los Países Bajos, entregado por "mostrar excelentes actos de Valentía, Liderazgo y Lealtad en batalla". En las palabras del decreto real:
Debido a sus heridas Mayhew fue incapaz de viajar a la embajada holandesa en Londres. En cambio, recibió el honor por correo. Con anterioridad a su muerte en 2021, Mayhew era el caballeros más antiguo de los restantes.

## Últimos años

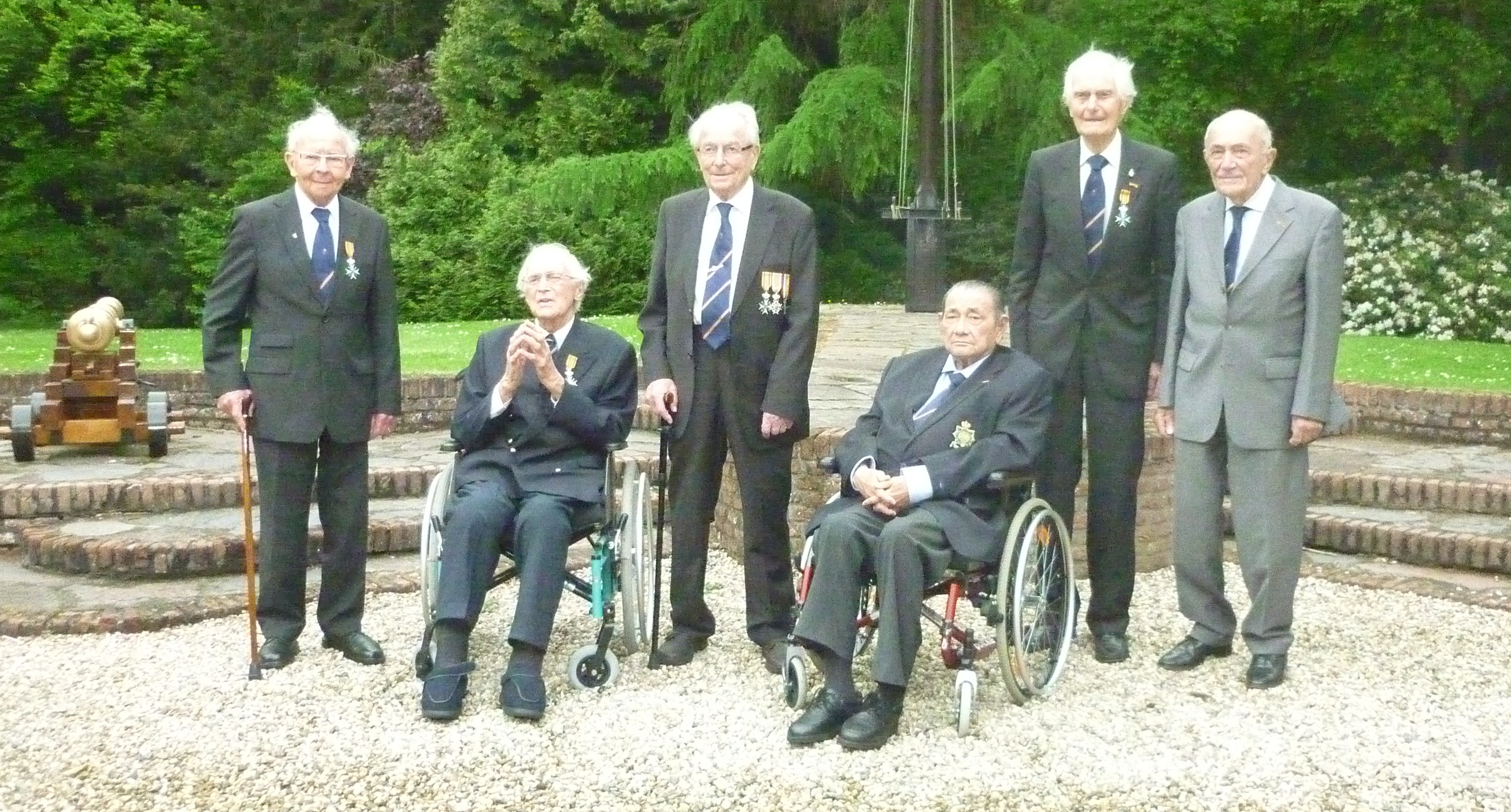
Mayhew (Segundo desde la derecha) con caballeros amigos de la Orden Militar de Guillermo en 2012

Después de la guerra, Mayhew llegó a ser un representante en fertilizantes artificiales. En 1965, en honor del aniversario de 150 años de la Orden Militar de Guillermo, Mayhew fue recibido por la Reina Juliana de los Países Bajos en el Palacio Huis ten Bosch. En el año 1980 su contacto con los miembros de la orden se perdió cuando Mayhew se mudó. El último contacto con la orden fue en 1982, cuando recibió un libro sobre la Orden Militar de Guillermo por correo. Mayhew fue finalmente presumido muerto y fue inadvertido cuando asistió a la inauguración de un monumento en honor del Regimiento Suffolk en Weert en 1994.
Mientras asistió a un acto conmemorativo en Venray en septiembre de 2011, Mayhew fue visto por los investigadores de medalla holandeses Roel Rijks y Henny Meijer llevando la decoración de la Orden Militar de Guillermo. Sólo siete caballeros se sabían que estaban vivos en ese momento y mantenían la más alta condecoración, con el nombramiento de caballero de Marco Kroon en 2009, el primer nuevo caballero en casi medio siglo, recibiendo atención de los medios de comunicación nacional. Como tal, el descubrimiento de un octavo caballero fue ampliamente publicado. Los miembros de la orden confirmaron su afiliación e informaron al Ministro de Defensa y la Reina Beatriz de los Países Bajos, los gran maestros de la orden. La embajada holandesa en Londres envió un representante a la casa de Mayhew para restablecer el contacto. En mayo de 2012 Mayhew visitó los Países Bajos donde fue recibido por la Reina Beatriz. Se encontró con los otros caballeros holandeses y fue presentado con una medalla de agradecimiento del municipio de Venray.
Desde 2012 Mayhew visitó los Países Bajos varias veces y estuvo activo como miembro de la Orden Militar de Guillermo. En mayo de 2013 fue un invitado de honor en la ceremonia del Día de la Liberación en Wageningen y visitó el Museo de Guerra Overloon. En mayo de 2014 Mayhew abrió las celebraciones del Día de la Liberación en Wageningen, donde asistieron más de 1800 veteranos y 120,000 asistentes. Más tarde ese mes, Mayhew recibió tulipanes en Londres, como regalo de los Países Bajos para marcar el aniversario de 70 años de la Operación Garden Market, asistiendo representantes holandeses, británicos, australianos, canadienses, neozelandeses, polacos y fuerzas armadas de los EE. UU. El 6 de diciembre de 2014 fue un invitado de honor en el nombramiento de caballero de Gijs Tuinman, uno de los únicos dos caballeros actuales, y uno de los cuatro vivos en ese momento. El evento, que fue transmitido en vivo por la televisión nacional holandesa, se vio a Mayhew dando la bienvenida a Tuinman como nuevo miembro de la orden. En honor de su 100.º cumpleaños, el rey Guillermo Alejandro de los Países Bajos envió a Mayhew una carta de felicitaciones en enero de 2017, la cual fue entregada por el embajador holandés en el Reino Unido. Mayhew fue un invitado en el Palacio de Buckingham durante la visita estatal del rey Guillermo Alejandro y la reina Máxima de los Países Bajos en el Reino Unido en octubre de 2018. Ese año fue publicado un libro acerca de su vida con una introducción del rey Guillermo Alejandro de los Países Bajos.
Como veterano del Día-D y miembro del Regimiento Suffolk, Mayhew asistió a varios servicios conmemorativos en Normandía en 1994, 2004 y 2014. Estos servicios fueron organizados por una asociación local llamada "Les Amis du Suffolk Régiment" (francés: Amigos del Regimiento Suffolk) y el municipio de Colleville-Montgomery, el cual fue liberado por el Regimiento Suffolk en 1944. En 2014, Mayhew conoció al defensor alemán anterior de la Batería Hillman y también con un nieto del Coronel Ludwig Krug, el comandante de la Batería Hillman.

## Vida personal

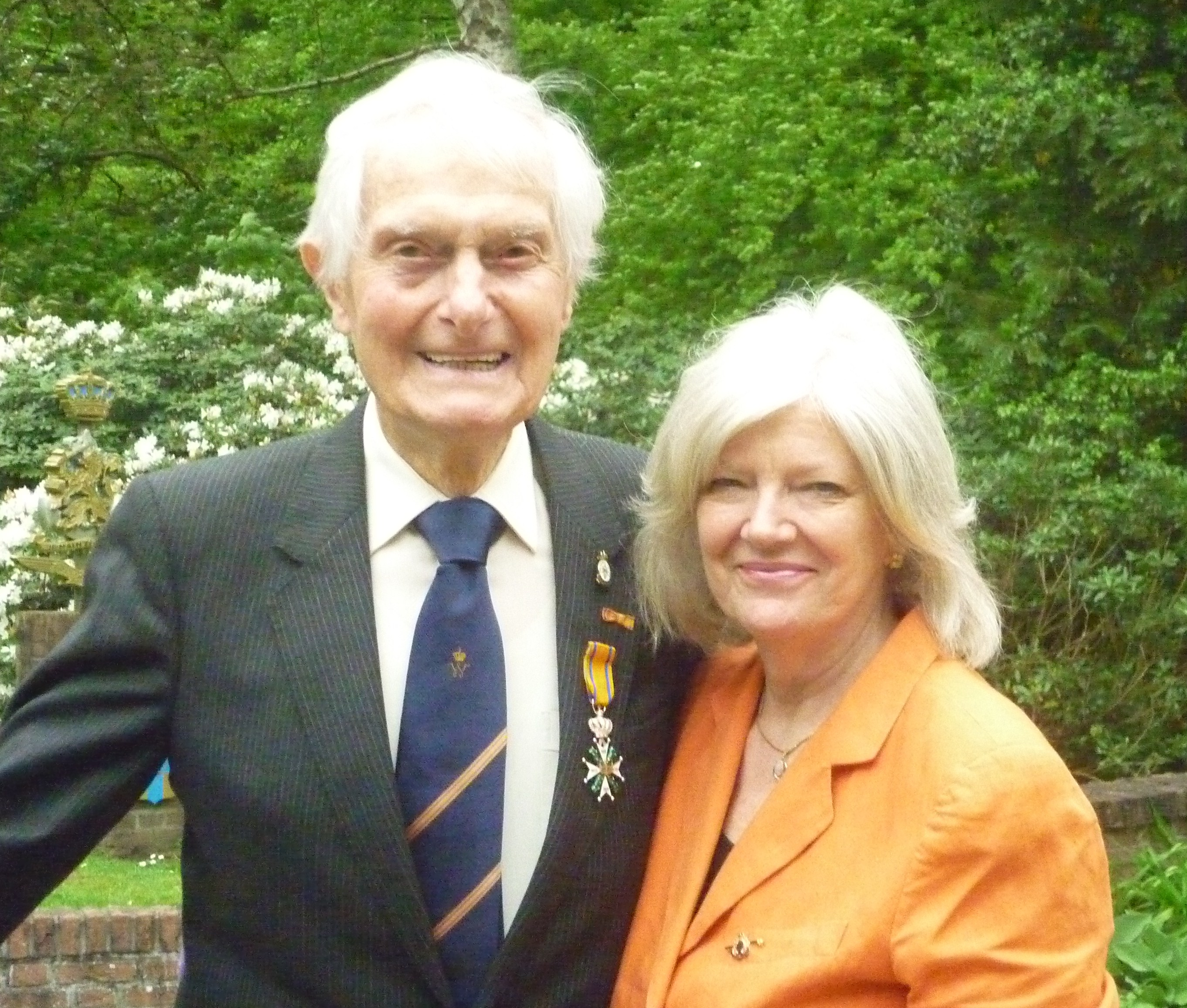
Mayhew y su mujer Patricia en 2012

Mayhew se casó y vivió con su segunda mujer Patricia en Norwich. Con anterioridad a ella, estuvo casado con Rosalie Elizabeth "Betty" nacida Howell, después fallecida. Tuvo tres hijos de su matrimonio con Betty, un hijo Roger, nacido en 1940 e hijas gemelas, Susan y Gillian nacidas en 1944. Tuvo seis nietos de su primer matrimonio y fue bisabuelo.
Falleció el 14 de mayo de 2021 a la edad de 104 años.

## Rangos militares
Como oficial encargado (#130441) Mayhew mantuvo los siguientes rangos:
- Segundo teniente, 11 de mayo de 1940
- Teniente de Guerra, 11 de noviembre de 1941[6]
- Capitán provisional, 11 de diciembre de 1941
- Capitán de Guerra, 3 de febrero de 1945
- Mayor provisional, 22 de agosto de 1945

## Honores y medallas
(Barra de cintas, como se vería en la actualidad)
Reino Unido
- 1939-45 Star, por servicio operacional fuera del Reino Unido[24]
- Estrella de Francia y Alemania, por servicio operacional en Francia, Bélgica y los Países Bajos
- Medalla de defensa, por servicio en el Reino Unido
- Medalla de guerra 1939-1945, por servicio en las Fuerzas Armadas

Países Bajos
- Caballero de 4.ª Clase de la Orden Militar de Guillermo (1946), por su valentía, liderazgo y lealtad en batalla[25]
- Medalla de agradecimiento del municipio de Venray (2012)[26]

Francia
- Caballero de la Legión de Honor[24]

## Literatura
- Aggelen van, L. (2018). Kenneth George Mayhew – Ridder Militaire Willems-Orde (en dutch). Arnhem: White Elephant Publishing. ISBN 978-90-79763-21-4.
- Maalderink, P.G.H. (1982). De Militaire Willems-Orde sedert 1940 (en dutch). The Hague: Sijthoff Pers. ISBN 978-90-70682-02-6.